# Oliver Dashe Doeme
Oliver Dashe Doeme (Kwanoeng, 13 dicembre 1960) è un vescovo cattolico nigeriano.

## Biografia

### Studi in preparazione al sacerdozio
Dopo aver frequentato le scuole della missione cattolica locale, fa il suo ingresso nel seminario maggiore di Makurdi, per gli studi di propedeutica e filosofia, e successivamente conclude gli studi di teologia nel seminario maggiore di Sant'Agostino a Jos.

### Sacerdozio
Il 18 ottobre 1997 è ordinato sacerdote ed incardinato nella diocesi di Shendam al momento della sua erezione (2007). Dal 1997 al 1999 è rettore del seminario minore di St. John Vianney a Barkin Ladi e dal 1999 al 2006 è preside del collegio "Mary Immaculate" a Zawan. Dal 2000 è parroco di St. Michael Church, della zona pastorale di Anguldi.

### Episcopato
Il 6 giugno 2009 papa Benedetto XVI lo nomina vescovo di Maiduguri.

## Genealogia episcopale
La genealogia episcopale è:
- Cardinale Scipione Rebiba
- Cardinale Giulio Antonio Santori
- Cardinale Girolamo Bernerio, O.P.
- Arcivescovo Galeazzo Sanvitale
- Cardinale Ludovico Ludovisi
- Cardinale Luigi Caetani
- Cardinale Ulderico Carpegna
- Cardinale Paluzzo Paluzzi Altieri degli Albertoni
- Papa Benedetto XIII
- Papa Benedetto XIV
- Papa Clemente XIII
- Cardinale Marcantonio Colonna
- Cardinale Giacinto Sigismondo Gerdil, B.
- Cardinale Giulio Maria della Somaglia
- Cardinale Carlo Odescalchi, S.I.
- Cardinale Costantino Patrizi Naro
- Cardinale Lucido Maria Parocchi
- Papa Pio X
- Papa Benedetto XV
- Papa Pio XII
- Cardinale Eugène-Gabriel-Gervais-Laurent Tisserant
- Papa Paolo VI
- Arcivescovo Amelio Poggi
- Vescovo Patrick Francis Sheehan, O.S.A.
- Arcivescovo Ignatius Ayau Kaigama
- Vescovo Oliver Dashe Doeme